# 板門站
板門站（朝鲜语：／ P'anmun yŏk */?）是位于朝鮮民主主義人民共和國开城特别市平釜線的一個鐵路車站，距離韓國都羅山站7.3公里。

## 歷史
- 2007年5月17日：通車啟用，以中轉送到開城工業地區的貨物。

## 邻近车站
鳳東站 - 板門站 - 都羅山站